# Vytautas Liutikas
Vytautas Liutikas (* 17. September 1930 in Kretinga; † 31. Dezember 1997 in Vilnius) war ein litauischer Politiker.

## Leben
Von 1937 bis 1949 lernte Liutikas im Gymnasium Kretinga und von 1949 bis 1955  studierte  am Vilniaus pedagoginis institutas. Ab 1955 lehrte er an der Fakultät Vilnius von Kauno politechnikos institutas. 1967 promovierte er in Physik und Mathematik. Von 1973 bis 1992 war er Leiter des Lehrstuhls am Vilniaus inžinerinis statybos institutas, von 1992 bis 1996 Mitglied im Seimas, von 1996 bis 1997 Professor der VGTU.
Von 1954 bis 1989 war er Mitglied der KPdSU, bis 1990 der Lietuvos komunistų partija, 1990–1997 der LDDP.